# Booze Cruise
"Booze Cruise" é o décimo primeiro episódio da segunda temporada da série de televisão estadunidense The Office, o décimo sétimo no geral. Escrito por Greg Daniels e dirigido por Ken Kwapis, foi ao ar pela primeira vez em 5 de janeiro de 2006 nos Estados Unidos, pela NBC. A exibição contou com Rob Riggle e Amy Adams como estrelas convidadas.
A série retrata a vida cotidiana dos funcionários na filial da empresa de papel Dunder Mifflin  em Scranton. Nesse episódio, Michael Scott (Steve Carell) leva o escritório para um cruzeiro e planeja fazer uma palestra motivacional. Depois que ele descobre que o capitão do barco tem outros planos, uma disputa pelo poder começa. Enquanto isso, o relacionamento estagnado de Pam Beesly (Jenna Fischer) e Roy (David Denman) reascende, enquanto o de Jim Halpert (John Krasinski) e Katy (Amy Adams) acaba.
"Booze Cruise" foi inspirado por um amigo de B. J. Novak. O episódio contou com a terceira e última aparição de Katy, interpretada por Amy Adams. A filmagem deixou o estúdio cotidiano; elas ocorreram em um barco real e, por causa disso, muitos membros do elenco ficaram enjoados. A exibição recebeu avaliações amplamente positivas dos críticos e foi assistida por 8,7 milhões de espectadores.

## Sinopse
A equipe da Dunder Mifflin faz um cruzeiro, com a presença de bebidas alcoólicas. Jim Halpert está acompanhado de sua namorada Katy Moore e Pam Beesly do noivo Roy Anderson. Michael Scott deseja usar a festa para realizar uma palestra sobre negócios e liderança corporativa. No entanto, seus planos são interrompidos pelo capitão Jack, que assume o controle do evento, mas é constantemente interrompido pelo gerente regional. Além disso, para afastá-lo, o capitão pede que Dwight Schrute fique encarregado de um timão, que é falso.
Em meio a confusão, Jim e Pam saem sozinhos ao convés. Ela o questiona sobre seu relacionamento e Jim fica sem palavras, apenas a observando. Após o momento de silêncio, Pam retorna para festa. Para chamar atenção, Michael declara falsamente que o navio está afundando. Seus funcionários entendem a situação e permanecem imóveis, mas outros passageiros entram em pânico, um deles pega um colete salva-vidas e pula da embarcação. Jack, que estava fazendo sexo com Meredith Palmer, detém o gerente regional, prendendo-o na grade do lado de fora.
Depois de ouvir uma história do capitão, Roy, que está bêbado, se inspira para ir ao microfone e anunciar uma data para seu casamento. Jim fica arrasado, termina com Katy e confessa seus sentimentos por Pam para Michael, que age surpreso e alega que ele os escondeu bem. O gerente regional o encoraja a não desistir de seu amor.

## Produção

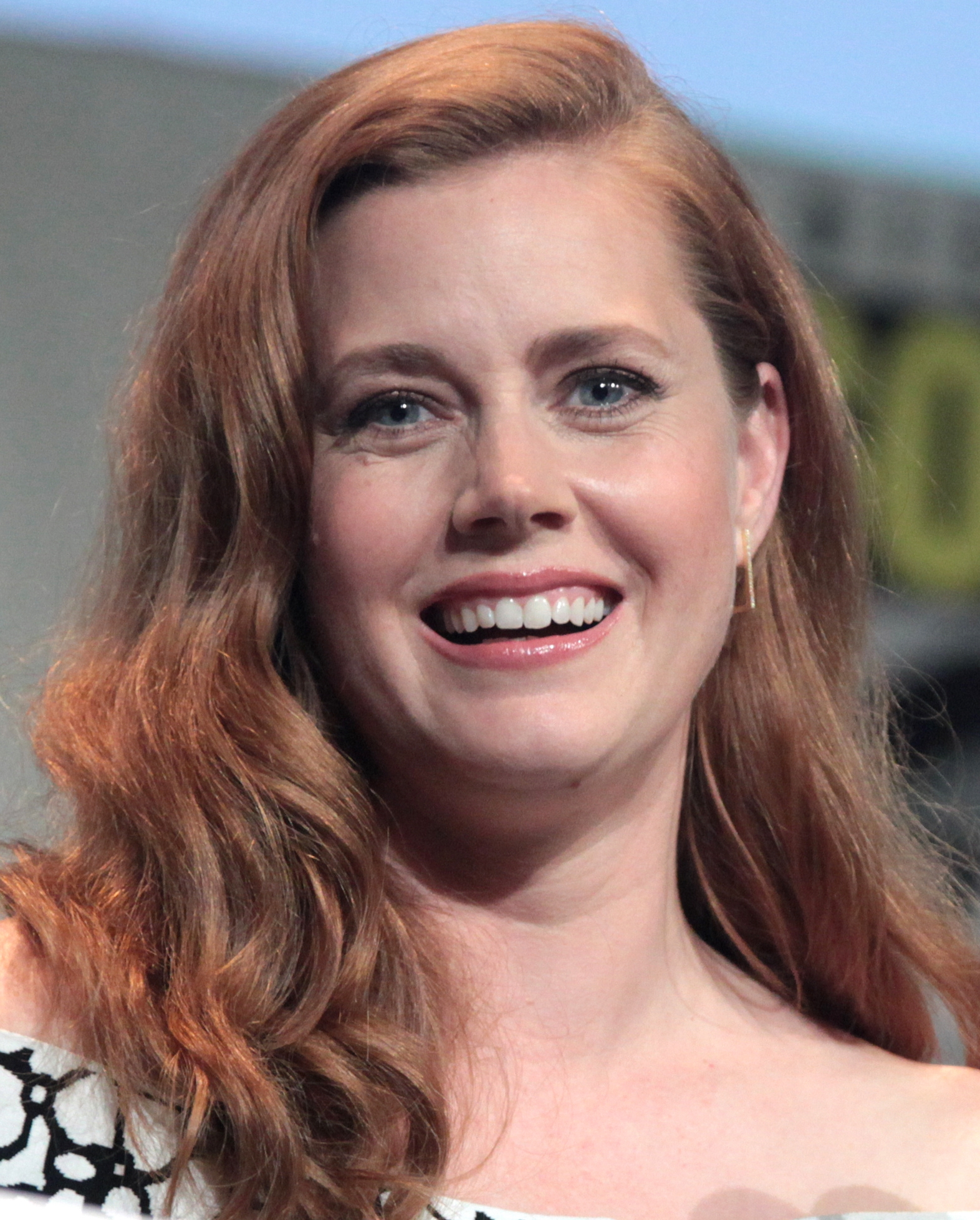
Amy Adams foi convidada pela última vez, interpretando Katy.

"Booze Cruise" foi escrito por Greg Daniels, sua quarta vez nessa ocupação e segunda nessa temporada, depois de "Halloween". E foi dirigido por Ken Kwapis, por seis momentos nessa função. Daniels se referiu a esse episódio como a "nossa versão de Scranton de Titanic" de James Cameron. A ideia foi sugerida por B. J. Novak, após um amigo dele fazer um cruzeiro com bebidas alcoólicas. Ele contou a história para Daniels, que iniciou a escrita de um roteiro sobre o tema.
"Booze Cruise" apresentou a terceira e última aparição de Katy, interpretada por Amy Adams. Ela declarou ter amado sua participação. Em uma entrevista para Advocate.com, disse: "[The Office] foi a melhor experiência de trabalho. Eu amei muito aquele programa e aquele elenco. Não sei se eles acreditam em mim, mas toda vez que os vejo eu fico 'Meu Deus, farei qualquer coisa para voltar'".
As gravações deixaram o cenário padrão da série, com a maior parte do episódio sendo filmada fora do escritório da Dunder Mifflin. Além disso, "Booze Cruise" não foi produzido durante o dia, mas sim durante a noite, das 18h às 6h. As principais cenas ocorreram no Porto de Long Beach, Califórnia. Como foi realizado em um barco de verdade, muitos membros do elenco ficaram enjoados. Rainn Wilson sentiu náuseas especialmente na segunda noite, já Jenna Fischer e David Denman se sentiram mal na última noite.
Durante a mixagem final de som, Daniels relembrou de ter gritado na cena de Jim e Pam sozinhos no convés. Ele observou que tinha "visto muitas e muitas vezes, mas eu gritava: 'Vá seu idiota! Beije-a!'".